# 本屋敷錦吾
本屋敷 錦吾（もとやしき きんご、1935年10月31日 - ）は、兵庫県神戸市東灘区出身の元プロ野球選手（内野手）・コーチ、解説者。現在は芦屋市在住。

## 経歴

### プロ入り前

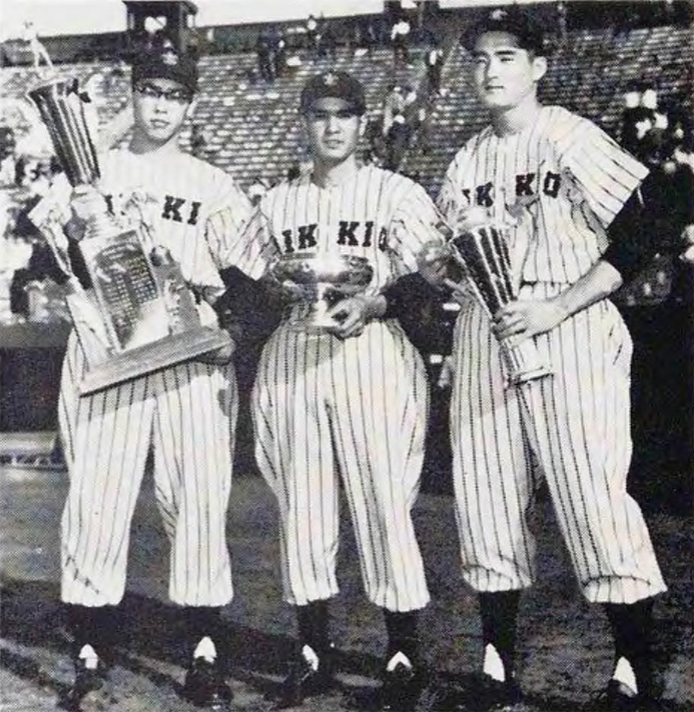
1957年春の東京六大学大会で立教大学は優勝。左から杉浦忠、本屋敷、長嶋茂雄。

芦屋高校では在学中に甲子園に3回、国体に3回出場。1年時はベンチ外だったが、チームが出場した1951年夏の選手権では、1年先輩のエース植村義信を擁し準々決勝に進出するも、中西太のいた高松一高に敗退。秋の広島国体では決勝に進むが、広島観音高に敗退。2年上のチームメートに杉谷和男中堅手（のち大映）がいる。二塁手として出場した翌1952年春の選抜では、2回戦で平安高に敗れる。同年夏の選手権は順調に勝ち進み、決勝でエース木村保を擁する八尾高を降し初優勝を飾る。秋の東北3県国体にも出場。決勝に進むが盛岡商に敗れ、2年連続準優勝に終わる。同年秋季近畿大会県予選決勝では洲本高の北口勝啓（明電舎）・加藤昌利のバッテリーに完封を喫する。洲本高は翌年春の選抜で優勝。1953年夏の選手権は遊撃手として出場。2回戦（初戦）で御所実高に延長10回の熱戦の末0-1xで敗退した。秋の徳島国体では1回戦で土佐高に敗退。
高校卒業後は立教大学経済学部経営学科に進学。野球部では遊撃手として活躍し、東京六大学野球リーグで1957年春季・秋季連続優勝。同年の全日本大学野球選手権大会でも、決勝で興津達雄らのいた専大を降し優勝。主将を務め、同期の長嶋茂雄（のち巨人）、杉浦忠（のち南海）と三人で「立教三羽烏」と呼ばれ、人気を博した。リーグ通算75試合出場、265打数64安打、打率.242、0本塁打、18打点。ベストナイン（遊撃手）に3回選出されている。
　

### 現役時代
1958年、阪急ブレーブスに入団（同期に呉山義雄、矢形勝洋（後に球団常務）など）。1年目から遊撃手、二番打者に定着し打率.260（リーグ12位）、33盗塁の記録を残す。その後も俊足好打の内野手として活躍し、1960年にはオールスターゲームにも出場した。しかし1962年から打撃が低迷、1964年には阪神タイガースへ移籍する。
同年は鎌田実に代わり開幕から二塁手として起用され、規定打席（29位、打率.221）にも到達。8月19日には国鉄スワローズの金田正一から2打席連続本塁打を放っている。同年のリーグ優勝に貢献、南海ホークスとの日本シリーズでは5試合に二塁手、二番打者として先発するが、19打数3安打とあまり活躍の場はなかった。その後は鎌田実と併用され、1966年からは出場機会が減少、1969年限りで現役を引退した。
1962年の大毎オリオンズとの対戦では6月13日に那覇奥武山野球場で行われ日没サスペンデッドゲームになった試合の続行試合（7月7日・西宮）でサヨナラ本塁打を打ち、18分で終わった試合に次いで行われた試合でもサヨナラ本塁打を放った（ただし、公式記録上2試合連続とはならない）。通算13本塁打と長打力に欠けたが、前述のように印象的な本塁打が目立った。　

### 現役引退後
引退後、1970年からは阪神の一軍コーチを務めたが、翌1971年に途中休養。1972年からは阪急の一軍守備・走塁コーチに就任し、1973年退任。1974年 - 1975年まで毎日放送（キー局は当初はNETテレビ系、1975年以降はTBS系）の解説者を務めた。1975年には全大丸の臨時コーチ。
1976年からは実業家に転身し、「モト&アイコー」という商社を設立。社長に就任。
1988年10月から1989年3月にかけ放送されたNHK連続テレビ小説『純ちゃんの応援歌』に野球技術指導として参加した。なお、第54話においては主人公の弟が通う中学校の野球部監督の役でドラマ出演している。

## 詳細情報

### 年度別打撃成績
| 年 度      | 球 団      | 試 合 | 打 席 | 打 数 | 得 点 | 安 打 | 二 塁 打 | 三 塁 打 | 本 塁 打 | 塁 打 | 打 点 | 盗 塁 | 盗 塁 死 | 犠 打 | 犠 飛 | 四 球 | 敬 遠 | 死 球 | 三 振 | 併 殺 打 | 打 率 | 出 塁 率 | 長 打 率 | O P S |
| ---------- | ---------- | ----- | ----- | ----- | ----- | ----- | -------- | -------- | -------- | ----- | ----- | ----- | -------- | ----- | ----- | ----- | ----- | ----- | ----- | -------- | ----- | -------- | -------- | ----- |
| 1958       | 阪急       | 130   | 519   | 484   | 49    | 126   | 19       | 10       | 1        | 168   | 35    | 33    | 12       | 11    | 3     | 19    | 0     | 2     | 44    | 5        | .260  | .289     | .347     | .636  |
| 1959       | 阪急       | 134   | 474   | 440   | 31    | 95    | 7        | 3        | 0        | 108   | 15    | 28    | 5        | 10    | 0     | 21    | 2     | 3     | 44    | 3        | .216  | .256     | .245     | .502  |
| 1960       | 阪急       | 117   | 444   | 416   | 50    | 110   | 15       | 4        | 2        | 139   | 25    | 24    | 16       | 12    | 0     | 15    | 0     | 1     | 31    | 9        | .264  | .292     | .334     | .626  |
| 1961       | 阪急       | 79    | 263   | 241   | 22    | 65    | 15       | 5        | 0        | 90    | 12    | 9     | 4        | 4     | 0     | 18    | 1     | 0     | 34    | 4        | .270  | .320     | .373     | .694  |
| 1962       | 阪急       | 116   | 357   | 328   | 44    | 68    | 8        | 5        | 3        | 95    | 20    | 19    | 9        | 5     | 3     | 20    | 0     | 1     | 48    | 8        | .207  | .253     | .290     | .542  |
| 1963       | 阪急       | 143   | 393   | 364   | 34    | 77    | 23       | 3        | 0        | 106   | 10    | 14    | 4        | 6     | 2     | 21    | 0     | 0     | 45    | 2        | .212  | .253     | .291     | .544  |
| 1964       | 阪神       | 113   | 454   | 412   | 47    | 91    | 15       | 2        | 4        | 122   | 25    | 17    | 8        | 21    | 1     | 18    | 0     | 2     | 31    | 4        | .221  | .256     | .296     | .552  |
| 1965       | 阪神       | 99    | 266   | 238   | 18    | 43    | 6        | 3        | 0        | 55    | 15    | 5     | 4        | 8     | 1     | 19    | 1     | 0     | 29    | 4        | .181  | .240     | .231     | .471  |
| 1966       | 阪神       | 70    | 163   | 144   | 16    | 31    | 3        | 1        | 0        | 36    | 3     | 2     | 5        | 3     | 2     | 13    | 1     | 1     | 18    | 5        | .215  | .281     | .250     | .531  |
| 1967       | 阪神       | 66    | 134   | 122   | 10    | 31    | 1        | 2        | 0        | 36    | 7     | 1     | 1        | 2     | 2     | 7     | 0     | 1     | 20    | 2        | .254  | .295     | .295     | .591  |
| 1968       | 阪神       | 111   | 268   | 246   | 20    | 47    | 7        | 1        | 3        | 65    | 12    | 2     | 1        | 3     | 0     | 19    | 2     | 0     | 37    | 9        | .191  | .249     | .264     | .513  |
| 1969       | 阪神       | 17    | 20    | 18    | 1     | 1     | 0        | 0        | 0        | 1     | 0     | 0     | 0        | 0     | 0     | 2     | 0     | 0     | 3     | 0        | .056  | .150     | .056     | .206  |
| 通算：12年 | 通算：12年 | 1195  | 3755  | 3453  | 342   | 785   | 119      | 39       | 13       | 1021  | 179   | 154   | 69       | 85    | 14    | 192   | 7     | 11    | 384   | 55       | .227  | .269     | .296     | .565  |

- 各年度の太字はリーグ最高

### 記録
節目の記録
- 1000試合出場：1966年10月8日 ※史上120人目

その他の記録
- 連続試合三塁打：3 （1958年7月19日 - 20日） ※パ・リーグ記録
- オールスターゲーム出場：2回 （1960年、1965年）

### 背番号
- 17 （1958年 - 1963年）
- 2 （1964年 - 1969年）
- 63 （1970年、1972年 - 1973年）
- 73 （1971年）

## 関連情報

### 出演番組
- 毎日放送ダイナミックナイター - MBSラジオ
- スーパーベースボール - 毎日放送・テレビ朝日（当時NETテレビ）系列のプロ野球中継の現行タイトル。
- 侍プロ野球 - 毎日放送・TBS系列のプロ野球中継の現行タイトル。